# Cypholophus velutinus
Cypholophus velutinus är en nässelväxtart som beskrevs av H. Winkl.. Cypholophus velutinus ingår i släktet Cypholophus och familjen nässelväxter. Inga underarter finns listade i Catalogue of Life.